# لینکلن الزورت
 لینکلن الزورت (انگلیسی: Lincoln Ellsworth؛ ۱۲ مهٔ ۱۸۸۰ – ۲۶ مهٔ ۱۹۵۱) یک جهانگردی اهل ایالات متحده آمریکا بود.